# Europsko prvenstvo u košarci za žene – Italija 1985.
Europsko prvenstvo u košarci za žene 1985. godine održalo se u Italiji 1985. godine.